# Braclav
Braclav (ukrajinsky Брацлав, polsky Bracław, v jidiš בראָסלעוו‎ Broslew) je sídlo městského typu na střední Ukrajině na řece Jižní Bug ve Vinnycké oblasti, v regionu Podolí. Žije zde přibližně 5 000 obyvatel.

## Historie

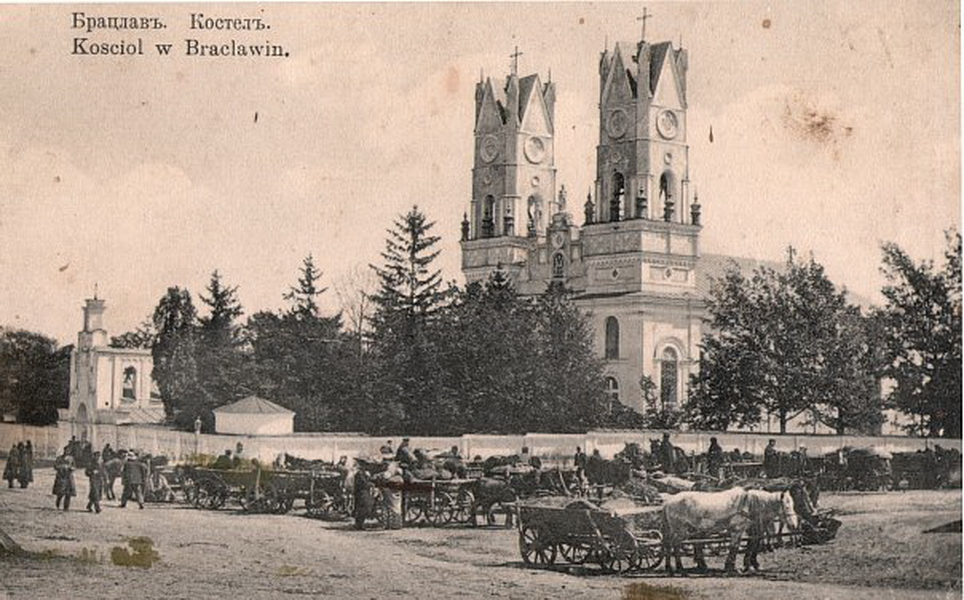
Kostel Panny Marie začátkem 20. století

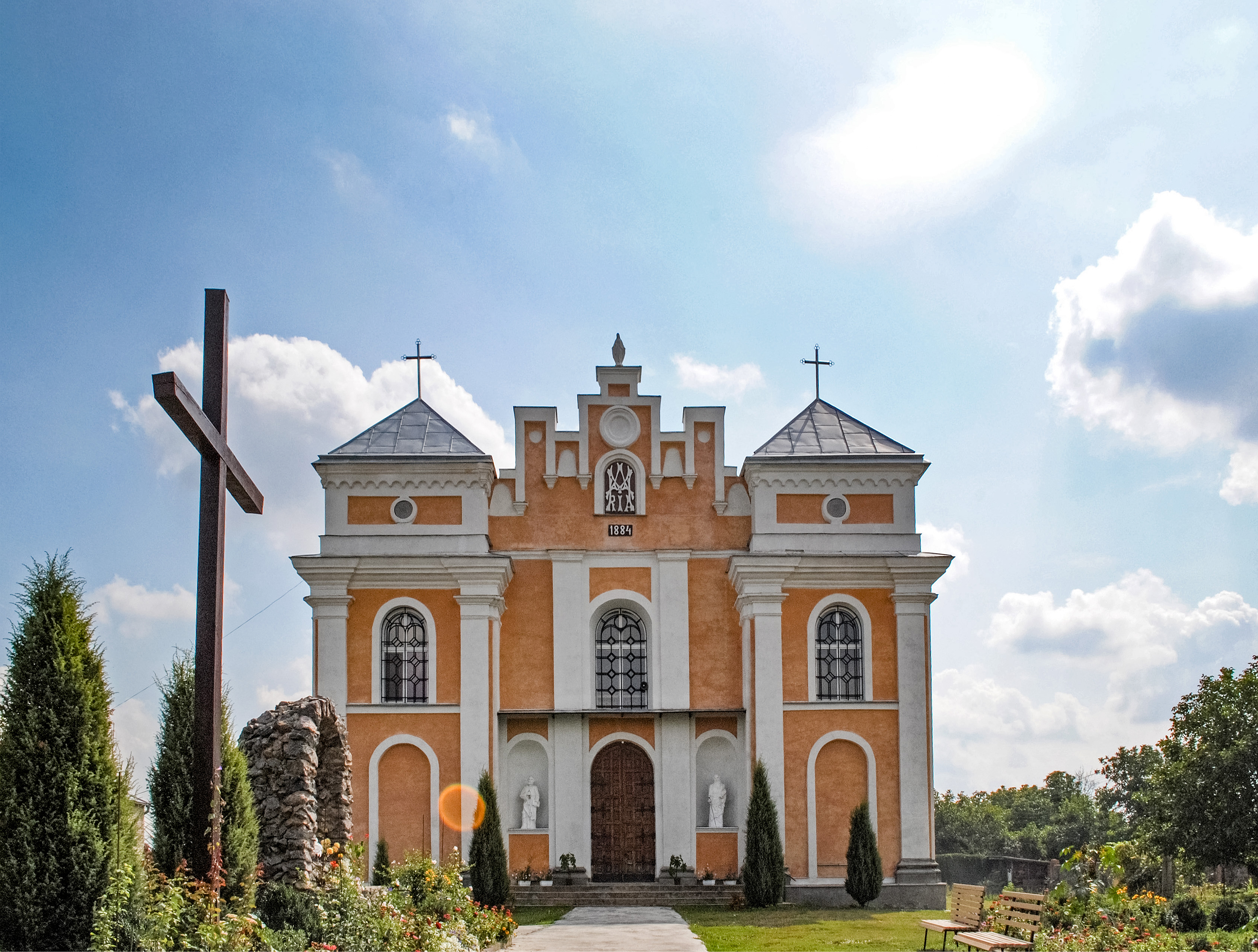
Kostel Panny Marie Škapulířové v současném stavu

První písemné zmínky o sídle, zasvěceném apoštolu Petrovi, náležejícím ke Kyjevské Rusi, pocházejí ze 12. století. V polovině čtrnáctého století Braclav připadla Litevskému velkoknížectví, obsadil ji velkokníže Algirdas z dynastie Giedyminů.
Roku 1362 zde při ústí řeky Pučyvky založil litevský kníže Giedymin kamennou tvrz, stejně jako v Sokolci a ve Vinnyciji. První hrad měl postavit kníže Konstantin Koriatovyč. Na počátku 15. století litevský velkokníže Vytaustas jmenoval Koriatovyče starostou. V čele města pak stál Michal Vasiljevič Czartoryski († 1489).
Po Lublinské unii v roce 1569 se Braclav stala součástí Polského království a v něm hlavním městem stejnojmenné provincie a královským městem. V první polovině 17. století patřila do Braclavské župy. V letech 1672–1699 se Braclav a Podolí dostaly pod tureckou nadvládu. 
Po osvobození od roku 1793 připadla Braclav Rusku a opět byla sídlem Braclavské župy. V roce 1919 bylo město připojeno k Sovětskému svazu, v letech 1922–1991 bylo součástí Ukrajinské SSR.
V Braclavi žili obyvatelé tří konfesí: katolíci, pravoslavní a Židé. Kostely byly zrušeny ve 20. letech 20. století a pobořeny Rudou armádou při osvobozování města  v roce 1944, synagogu vypálili nacisté a následně byla zbořena. 

## Památky
- Katolický kostel Panny Marie Škapulířové
- Mykolajevský chrám ukrajinské pravoslavné církve
- Radnice

- židovský hřbitov

## Osobnosti
- Danilo Nečaj/Nyczaj (1612-1651), plukovník, velitel kozáků, padl v bitvě pod Krasnem
- Rabín Nachman (ben Simcha) z Braclavi (1772–1810); narodil se v ukrajinské vesnici Medžybiž, stal se duchovním mistrem a založil dynastii Braclavských chasidů. Ve svém učení kladl důraz na soustředěnou soukromou modlitbu, kterou nazýval hitbodedut. Za jeho stěžejní literární dílo je považován dvousvazkový Likutej Moharan.

## Galerie

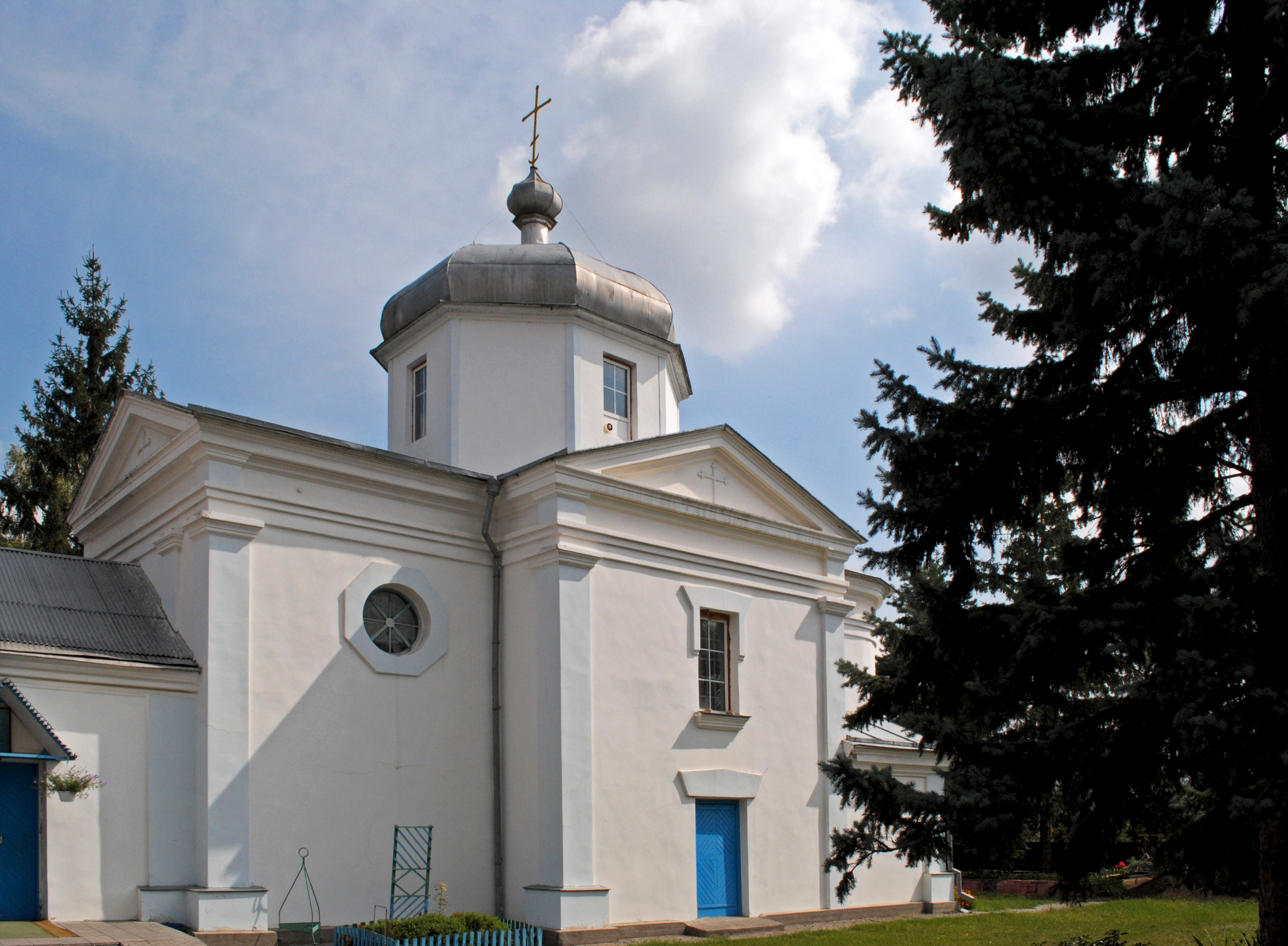
Mykolajevský chrám
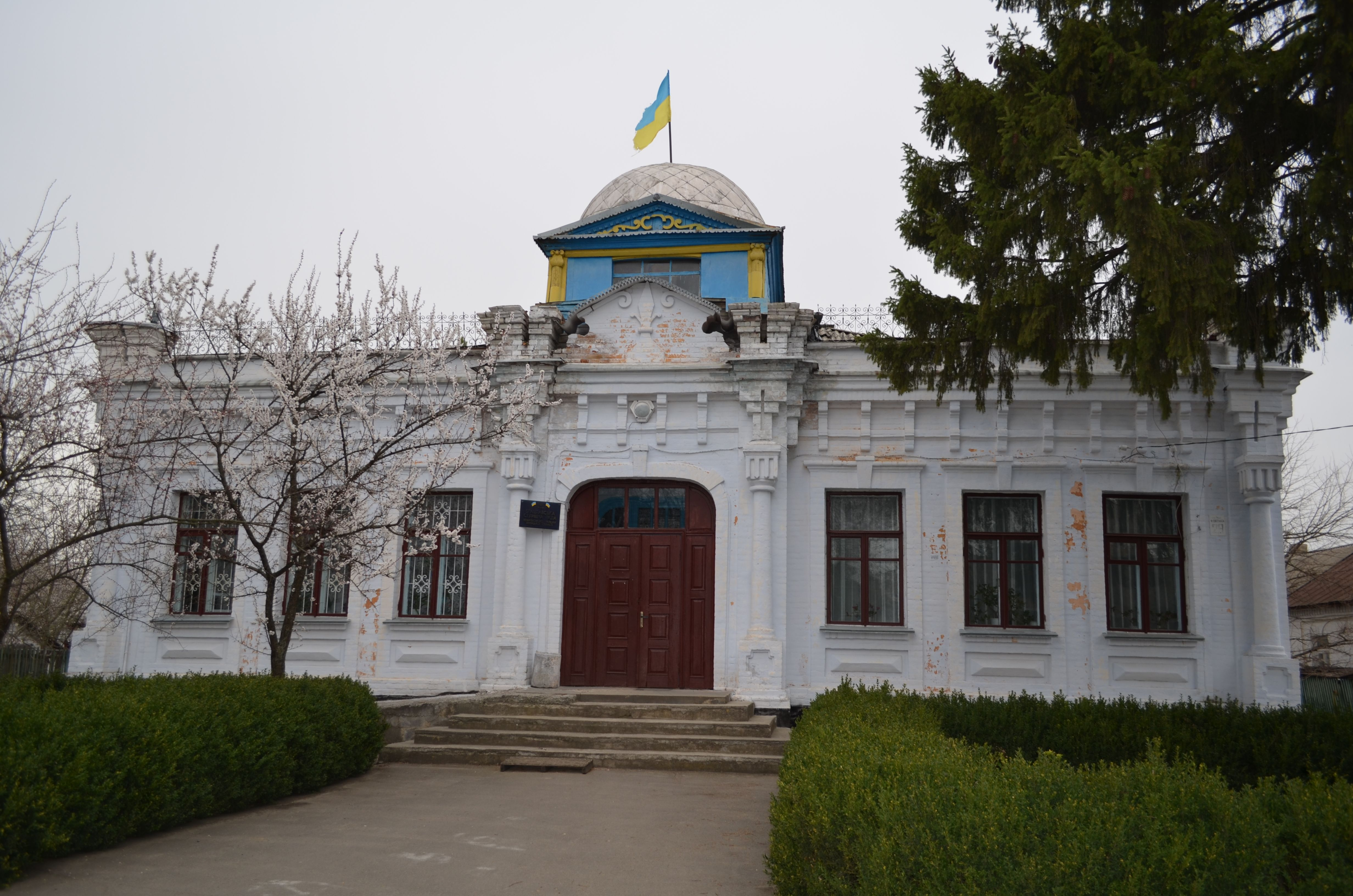
Radnice
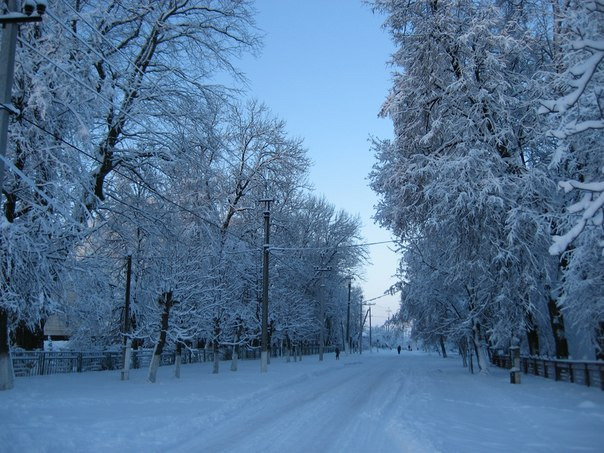
zimní ulice
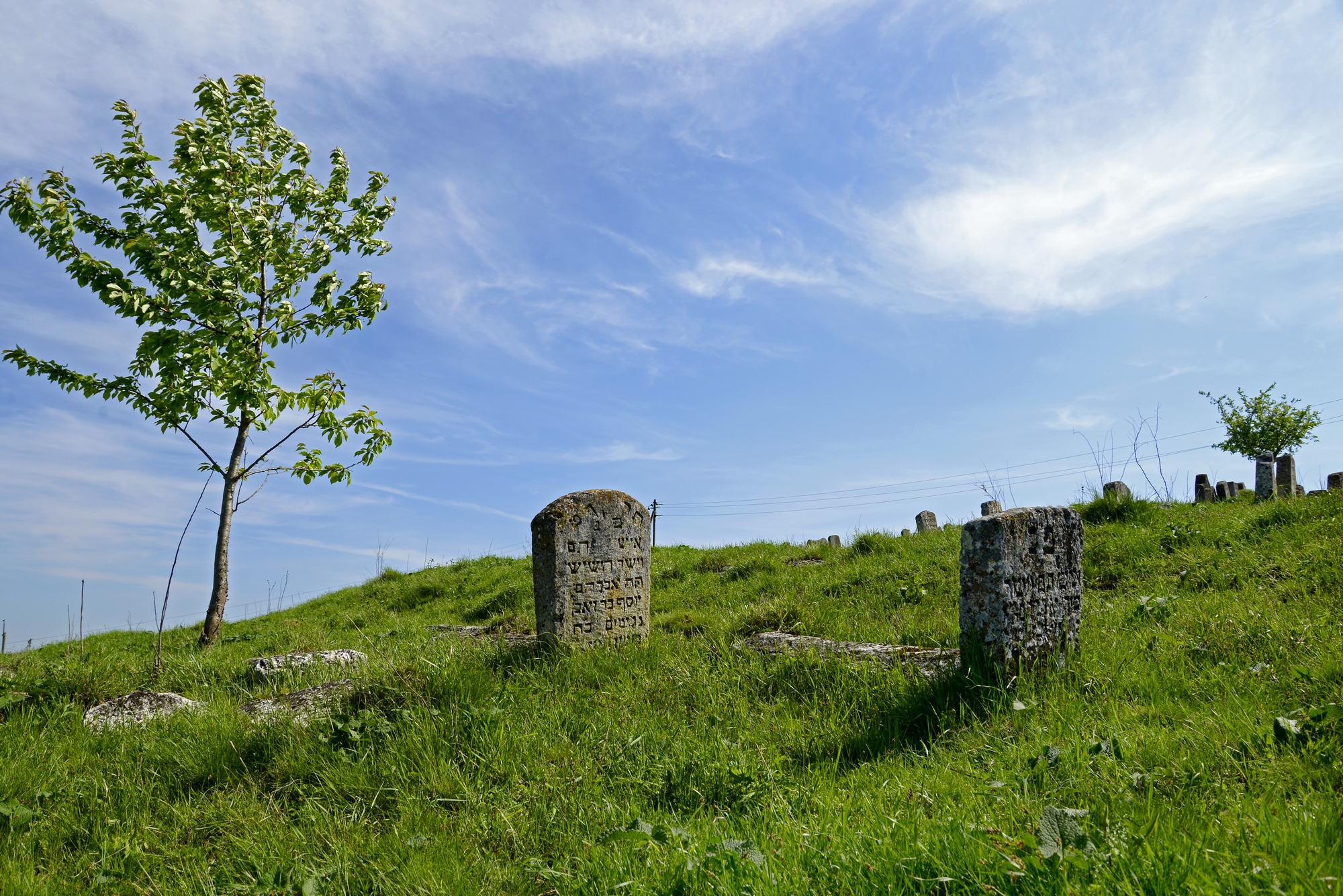
Židovský hřbitov
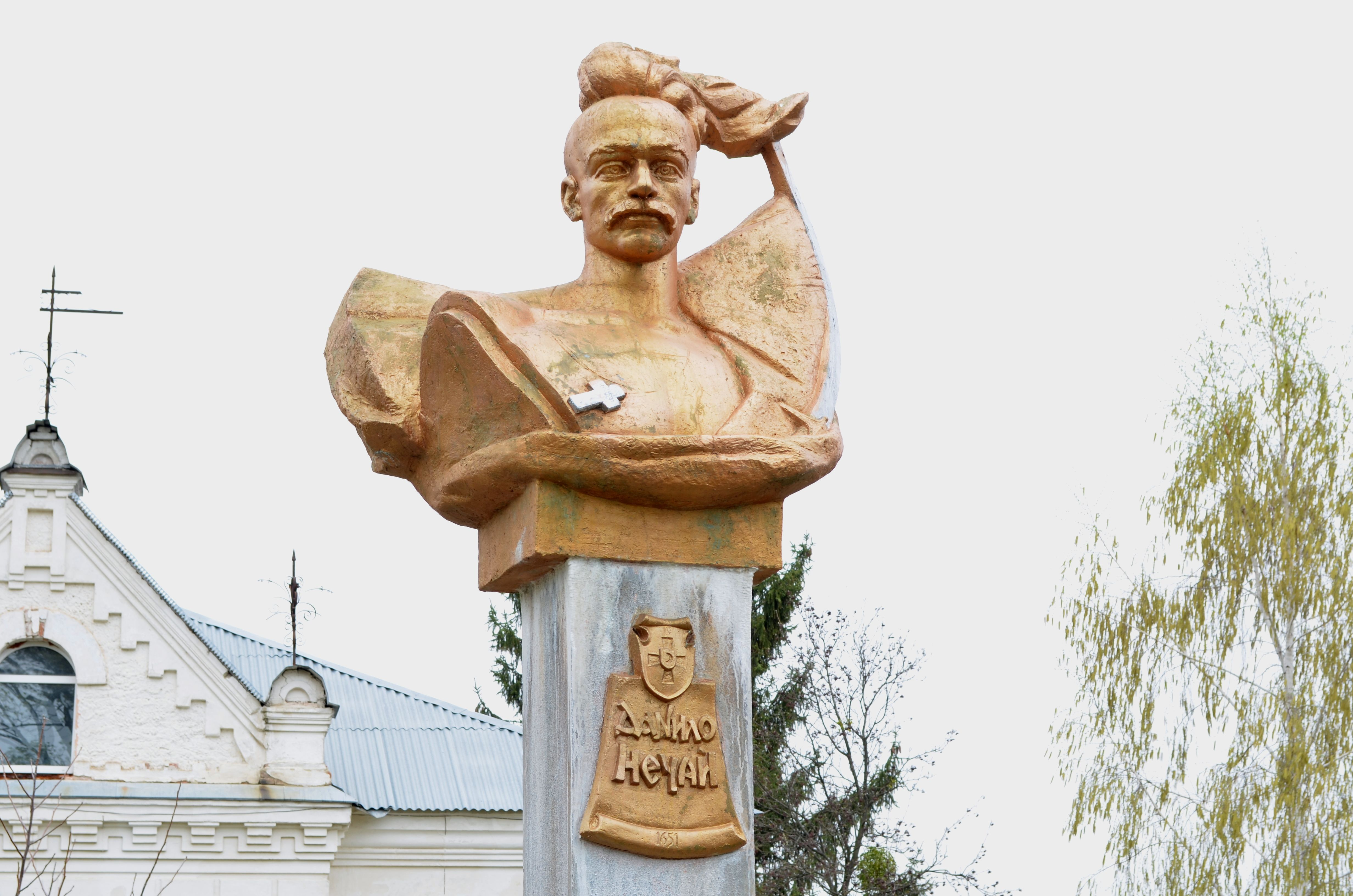
Pomník Danila Nečaje